# 丸岡修
丸岡 修（まるおか おさむ、1950年〈昭和25年〉10月20日 - 2011年〈平成23年〉5月29日）は、日本のテロリスト・新左翼活動家。日本赤軍の元メンバーで軍事部門の最高幹部だった。徳島県出身。ドバイ日航機ハイジャック事件、ダッカ日航機ハイジャック事件一味として国際手配され、1987年に東京で逮捕。

## 経歴
生家は徳島県の大地主で、父親は一家の当主かつ陸軍将校だったが、敗戦後の農地改革で没落し、一家は徳島を離れ、大阪で縫製業に就いていた。その生家の環境及び、小学6年の担任が戦後も軍国主義者であり続けた右翼教師であったため、その強い影響で中学3年まで熱狂的な右翼少年であった。五・一五事件や二・二六事件の青年将校に憧れ、自衛官を志望していたが、大阪府立清水谷高等学校入学後、ベトナム戦争に疑問を持ち、日本民主青年同盟やベ平連の会合に参加し、羽田闘争での京都大学の学生山崎博昭の死に衝撃を受け、高校を卒業後、1970年から大阪浪共闘に参加した。
ベ平連で市民活動家として活動しながら関西ブントの関西労働者学園に於いて滝田修、藤本進治らに師事し、とりわけ藤本の「認識論」及び毛沢東の「実践論」、「矛盾論」を自らの思想信条と定めた。1972年（昭和47年）、檜森孝雄らのオルグを受け、同年4月に日本を出国、テルアビブ空港乱射事件の犯人らとベイルート郊外でアラブ・ゲリラの訓練所で軍事訓練を受けた後に所在不明となっていた。同年5月のテルアビブ空港乱射事件には参加しなかったが、殺人共犯で指名手配となった。丸岡も日本赤軍メンバーとして1973年（昭和48年）のドバイ日航機ハイジャック事件、1977年（昭和52年）のダッカ日航機ハイジャック事件に主導的立場で関与したとして国際手配を受けた。
1987年（昭和62年）11月21日、丸岡は東京で警察に他人名義の偽造パスポートを所持していたことから逮捕された。入国前に複数国の情報機関から丸岡らしき男が日本に向かうという情報が寄せられており、そのうちの一つの情報は丸岡が中国・北京でよど号ハイジャック事件のリーダー田宮高麿と接触した、という具体的なものだった。沖縄県在住のスナック経営者名義のパスポートを持っていたが、指紋の照合で本人であることが確認される。
この逮捕によって、丸岡が国内と東南アジアに合法・非合法両方の日本赤軍の支援組織を作ろうとしていたこと、沖縄県内の協力者の存在からフィリピンの泉水博の潜伏先が割り出された。そして金日成の指示で翌年に迫ったソウルオリンピックの妨害工作をするためにソウル行きを計画していたことが明らかになる。1987年（昭和62年）6月にフィリピン人名義の偽造旅券で日本に潜入する前にマドリードで盗難に遭った元京都市議の旅券を基にした偽造旅券でタイやシンガポール、フィリピン、中国のほか、ヨーロッパ諸国など合わせて十か国を渡り歩いていたこと、東京で逮捕される直前の1987年11月にオーストリア・ウィーンに潜入していたことが1988年8月に判明した。公安警察によると、丸岡は日本赤軍の非公然支援組織の一部とともに皇族を誘拐して、三菱重工爆破テロ事件を起こして死刑が確定した大道寺将司らを獄中から奪還するのが目的だったと判断している。
ドバイ・ダッカの両ハイジャック事件に対するハイジャック防止法違反と、偽造旅券で帰国したとする旅券法違反の罪に問われ、1993年（平成5年）12月、無期懲役の判決を受けた。
1997年（平成9年）4月に控訴を、2000年（平成13年）3月に上告をそれぞれ棄却されて無期懲役が確定。当初は宮城刑務所で服役した。
『読売新聞』2002年（平成12年）1月27日付の記事「若王子さん事件 日本赤軍の影」において「三井物産マニラ支店長誘拐事件の際に犯人側に渡された身代金と丸岡の所持していた紙幣の番号が一致した」などと報じられた。丸岡は名誉毀損で民事訴訟に起こし、2007年（平成19年）1月19日に東京地裁の三代川三千代裁判長は証拠不十分として読売新聞社に105万円の賠償支払いを命じた。2007年（平成19年）6月28日、控訴審の東京高裁で吉戒修一裁判長は一審判決を破棄し、新聞記事を真実と認め、丸岡の名誉毀損による請求を退けた。
クアラルンプール事件で実行犯として関与したと疑われていたが、同事件では起訴されていない。
2004年（平成16年）には拡張型心筋症と診断され車椅子生活を送っていた。丸岡は投薬治療を受けていたが、刑務所内には医師が常駐しておらず十分な治療がうけられなかったという。発作で失神することもあり、丸岡は4回も刑の執行停止を申し立てたがいずれも却下されていた。
2010年（平成22年）6月30日、刑の執行停止が認められず精神的苦痛を受けたとして、国を相手取り約1100万円の損害賠償と刑の執行停止をもとめ東京地裁に提訴。
2011年（平成23年）5月29日、丸岡は収監先の八王子医療刑務所にて心臓病により死去した。享年60。

## その他
日本赤軍メンバーの岡本公三の話によれば、テルアビブ空港乱射事件は当初の計画では丸岡を含めた4人でおこなう予定であったが、丸岡が別行動をとったために3人で襲撃したと供述している。同様のことは本人も重信房子の公判に於いて、奥平剛士からの参加要請に対し、「そんな話は聞いていない。準備していないから1年後であれば応じられる」と断った、と認めている。奥平はそれに対し「（奥平らが）テルアビブでの作戦に成功したら、（丸岡が）日本でパルチザン部隊を作るように」と告げ、約束を交わしたが、事件の直後すぐに日本の公安当局にマークされた丸岡は日本への帰国を諦め、重信らに合流した。2011年10月19日、丸岡の遺骨はレバノン・ベイルートにあるパレスチナ・コマンドやガッサーン・カナファーニーなど著名な活動家が埋葬されている墓地にある、乱射事件に参加した奥平、安田安之、事件の計画に関与した檜森孝雄が眠る墓に納骨された。

## 著書
- 『公安警察（マルコー）ナンボのもんじゃ』新泉社、1990年10月。ISBN 9784787790194。 NCID BN06371452。全国書誌番号:91003982。
- 『丸岡修自述 元・日本赤軍軍事指揮官告白録』風塵社、2013年5月。ISBN 9784776300564。 NCID BB12985578。全国書誌番号:22257042。

## 丸岡を描いた作品
- 『丸岡修 ｢戦士からの遺言状｣』講談社G2、高山文彦[20]

（その他日本赤軍に関する著書多数に於いて丸岡に関する記述がある）